# テーブルさん座
テーブルさん座（テーブルさんざ、Mensa）は、現代の88星座の1つ。18世紀半ばに考案された新しい星座で、南アフリカ共和国にある実在の山テーブルマウンテンをモチーフとしている。現在、はちぶんぎ座についで天の南極に近い星座である。日本から全く見ることのできない星座3つのうちの1つ。

## 主な天体
最輝星のα星でも見かけの等級が5.069等と、全天88星座のうち最輝星が最も暗い星座である。大マゼラン雲 (LMC) は、この星座とかじき座の境界線上にあり、大部分はかじき座に掛かっている。テーブルさん座に掛かる大マゼラン雲の姿は、実在のテーブルマウンテンに掛かる「テーブルクロス」と呼ばれる雲に喩えられている。

### 恒星
2022年4月現在、国際天文学連合 (IAU) によって1個の恒星に固有名が認証されている。
- HD 38283：見かけの明るさ6.696等の主系列星で7等星[7]。IAUの100周年記念行事「IAU100 NameExoWorlds」でオーストラリア連邦に命名権が与えられ、主星はBubup、太陽系外惑星はYanyanと命名された[8]。

そのほか、以下の星が知られている。
- α星：見かけの明るさ5.069等の主系列星で5等星[9]。テーブルさん座で最も明るい恒星。
- π星：見かけの明るさ5.67等のG型主系列星で6等星[10]。
- PKS 0637-752：クエーサー。チャンドラX線望遠鏡によって発見された。X線画像から、このクエーサーには広いガス雲が伴っていることが明らかになった。

### 星団・星雲・銀河
- 大マゼラン雲：かじき座との境界線付近に広がる、天の川銀河の伴銀河。

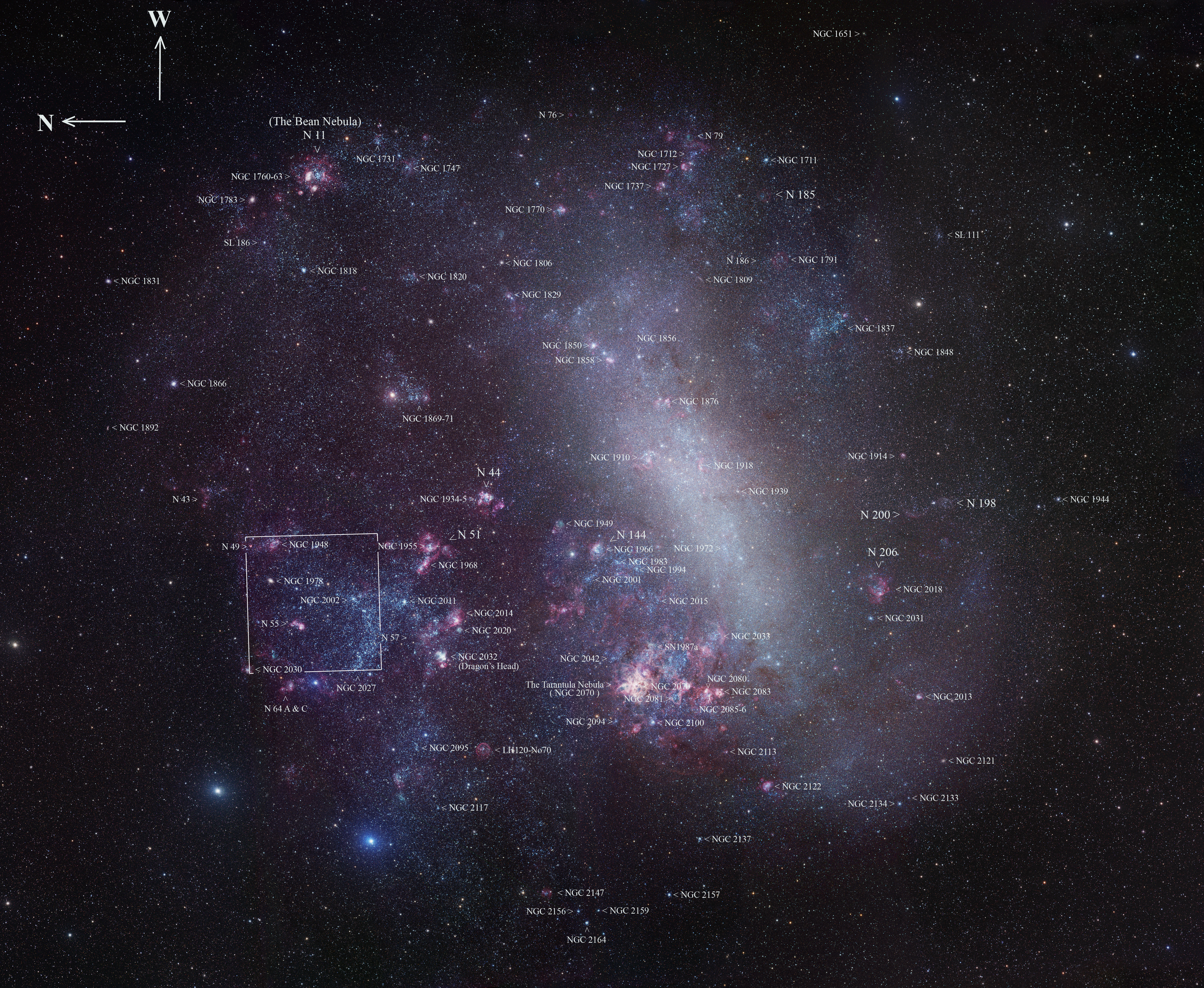
ヨーロッパ南天天文台による大マゼラン雲の写真。

- NGC 1841：球状星団。

## 由来と歴史

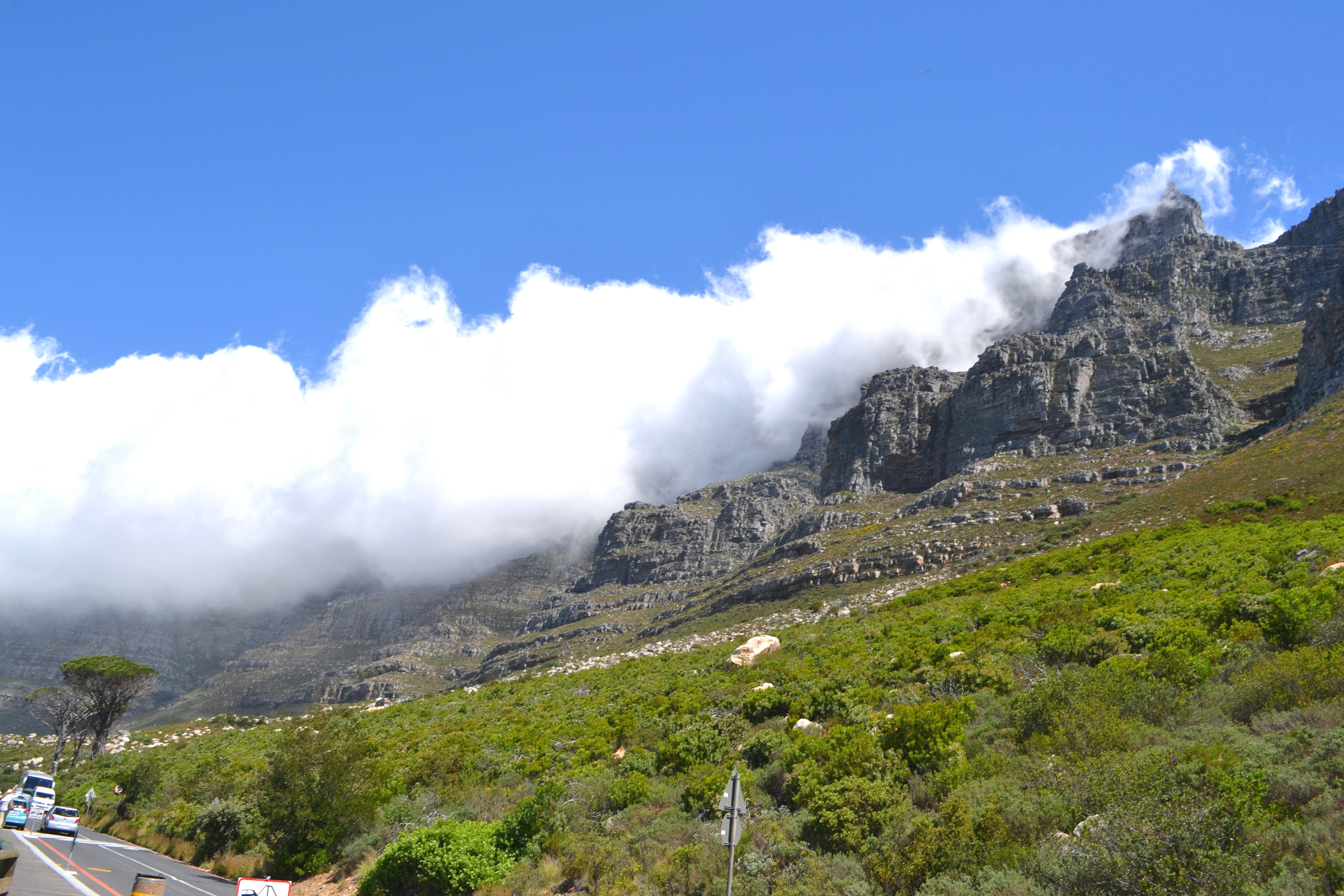
山頂に雲のかかったテーブルマウンテン。

テーブルさん座は、18世紀中頃にフランスの天文学者ニコラ・ルイ・ド・ラカーユによって、南アフリカ共和国にある実在の山テーブルマウンテンをモチーフとして考案された。ラカーユは、1751年から1752年にかけてケープタウンで初期の重要な観測を行っている。初出は、1756年に刊行された1752年版のフランス科学アカデミーの紀要『Histoire de l'Académie royale des sciences』に掲載されたラカーユの星図で、テーブルマウンテンの星座絵とフランス語で「テーブルマウンテン」を意味する Montagne de la Tableという名称が描かれていた。ラカーユの死後の1763年に刊行された『Coelum australe stelliferum』に掲載された第2版の星図では、ラテン語化された Mons Mensaeと呼称が変更されている。
イギリスの天文学者ジョン・ハーシェルは、1844年のフランシス・ベイリー宛の書簡の中で、ラカーユの Mons Mensae を Mensa と改名することを提案した。これを受けたベイリーが翌年の1845年に刊行した『British Association Catalogue』で Mensa を採用したことから、これが定着することとなった。
1922年5月にローマで開催されたIAUの設立総会で現行の88星座が定められた際にそのうちの1つとして選定され、星座名は Mensa、略称はMen と正式に定められた。新しい星座のため星座にまつわる神話や伝承はない。

### 中国
現在のテーブルさん座の領域は、中国の歴代王朝の版図からはほとんど見ることができなかったため、三垣や二十八宿には含まれなかった。ヨハン・バイエルの『ウラノメトリア』を参考にして明代末期の1631年から1635年にかけてイエズス会士アダム・シャールや徐光啓らにより編纂された天文書『崇禎暦書』や清代の1752年に編纂された天文書『欽定儀象考成』でも、テーブルさん座の星はどの星官にも配されなかった。

## 呼称と方言
日本語の学術用語としては「テーブルさん」と定められている。全天88星座の日本語の学名で平仮名とカタカナの両方を用いる星座はテーブルさん座のみである。
明治期から「テーブル山」という訳語が充てられていた。これは、1910年（明治43年）2月に刊行された日本天文学会の会誌『天文月報』の第2巻11号に掲載された、星座の訳名が改訂されたことを伝える「星座名」という記事で確認できる。この訳名は、1925年（大正14年）に初版が刊行された『理科年表』にも「テーブル山（テーブルざん）」として引き継がれ、1943年（昭和18年）刊行の第19冊まで「テーブル山」が使われた。しかし、1944年（昭和19年）に天文学用語が見直された際に、日本語の学名が「メンサ」と改められた。戦後も継続して「メンサ」が使われていたが、1952年（昭和27年）7月に日本天文学会が「星座名はひらがなまたはカタカナで表記する」とした際に、Mensa の日本語の学名は再び「テーブルさん」と改められた。これ以降は「テーブルさん」という学名が継続して用いられている。
天文同好会の山本一清らは異なる訳語を充てていた。天文同好会の編集により1928年（昭和3年）4月に刊行された『天文年鑑』第1号では星座名 Mensa に対して「ひらやま（平山）」の訳語を充てていた。これには、平山清次・平山信の両名を記念する意味も込めていたとされる。さらに、1931年（昭和6年）3月に刊行した『天文年鑑』第4号では、既にIAUが学名を Mensa と定めた後にもかかわらず星座名を Mons Mensae とした上で「ひらやま（平山）」の訳名を充てており、以降の号でもこの星座名と訳名を継続して用いていた。これについて山本は東亜天文学会の会誌『天界』1934年3月号の「天文用語に關する私見と主張 (1)」という記事の中でMons Mensa の譯語として，「テーブル山」などといふ變テコなものよりも，むしろ「ひらやま」といふ日本語を採る次第である．と述べている。
現代の中国では、山案座と呼ばれている。